# Mo Ke
Mo Ke (莫科S, Mò KēP; Changchun, 8 settembre 1982) è un ex cestista cinese.